# Leon Kmiotek
Leon Kmiotek, ps. „Dołęga”, „Pomian” (ur. 4 kwietnia 1889 w Rosku, pow. Czarnków, zm. 15 lipca 1942 we Wrocławiu) – kapitan piechoty Wojska Polskiego, działacz niepodległościowy, kawaler Orderu Virtuti Militari, w czasie okupacji niemieckiej założyciel Wielkopolskiej Organizacji Wojskowej, a następnie komendant Wojska Ochotniczego Ziem Zachodnich.

## Życiorys
Urodził się 4 kwietnia 1889 we wsi Rosko, w rodzinie Stanisława, rolnika, i Katarzyny z domu Ryżek. Ukończył gimnazjum w Poznaniu i zawodową szkołę górniczą w Westfalii. Pracował w kopalniach jako sztygar i działał w polskich organizacjach robotniczych. W 1910 powołany został do armii niemieckiej.
Po wybuchu I wojny światowej został zmobilizowany do westfalskiego 17 pułku piechoty. W maju 1915 ranny dostał się do niewoli rosyjskiej. W styczniu 1916 uciekł z niewoli. Po powrocie zgłosił chęć wstąpienia do Legionów Polskich, lecz werbunek został wstrzymany. Został wysłany na front zachodni. Brał udział w powstaniu wielkopolskim (1918–1919) i wojnie polsko-bolszewickiej (1919–1920). Pełnił służbę w 67 pułku piechoty w Brodnicy. 3 maja 1922 został zweryfikowany w stopniu kapitana ze starszeństwem od 1 czerwca 1919 i 1225. lokatą w korpusie oficerów piechoty. W tym samym roku ożenił się z Melanią (ur. 1892). Później został przeniesiony do 84 pułku piechoty w Pińsku. W grudniu 1932 ogłoszono jego przeniesienie do 64 pułku piechoty w Grudziądzu, a w czerwcu 1933 do Wojskowego Więzienia Śledczego Nr VIII w tym samym garnizonie na stanowisko komendanta. Mieszkał w Grudziądzu przy ul. Józefa Piłsudskiego 68. Z dniem 31 sierpnia 1935 został przeniesiony w stan spoczynku. 1 lipca 1937 wyrowadził się do Poznania na ul. Hetmańską 11. Kilka miesięcy przed wybuchem II wojny światowej zakupił dom przy ul. Winklera 18 i zamieszkał w nim z żoną.
Uczestniczył w wojnie obronnej 1939 r. w szeregach Armii „Poznań”. Uniknął niewoli niemieckiej i 7 października 1939 powrócił do Poznania. Już 11 października założył Wielkopolską Organizację Wojskową, na czele której stanął. 8 grudnia 1939 kierowana przez niego organizacja została włączona w struktury Wojska Ochotniczego Ziem Zachodnich, a on sam został zastępcą komendanta Leona Komorskiego. W styczniu 1940 został zmuszony opuścić z żoną własny dom i zamieszkać przy ul. św. Marcin 58. Na początku kwietnia 1940, po aresztowaniu Leona Komorskiego, przejął kierownictwo organizacji i kontynuował rozmowy scaleniowe z Związku Walki Zbrojnej. Był autorem planu powstania planu zbrojnego „Północ–Południe”, które miało objąć Wielkopolskę i Pomorze. 6 czerwca 1940 wraz z żoną Melanią i adiutantem Aleksandrem Kubskim został aresztowany przez Gestapo. Podczas aresztowania Niemcy przejęli także archiwum organizacyjne WOW. Był więziony w Forcie VII w Poznaniu, następnie w więzieniu przy ul. Młyńskiej w Poznaniu, we Wronkach, w Berlinie-Neukölln i Wołowie. Skazany na karę śmierci za przygotowanie zdrady stanu, został stracony 15 lipca 1942 w więzieniu we Wrocławiu. Melania Kmiotek także została skazana na karę śmierci. Wyrok został wykonany 12 września 1942 w berlińskim więzieniu Plötzensee przez ścięcie na gilotynie.

## Ordery i odznaczenia
- Krzyż Srebrny Orderu Wojskowego Virtuti Militari nr 4728 – 3 lutego 1922[17][1][2]
- Krzyż Niepodległości – 20 lipca 1932 „za pracę w dziele odzyskania niepodległości”[18][19]
- Krzyż Walecznych[20][2]
- Srebrny Krzyż Zasługi – 18 marca 1932 „za zasługi na polu wyszkolenia wojska”[21]
- Medal Pamiątkowy za Wojnę 1918–1921[22]
- Medal Dziesięciolecia Odzyskanej Niepodległości[22]
- Medal za Ratowanie Ginących – 1929[23][22]